# Mangora semiargentea
Mangora semiargentea là một loài nhện trong họ Araneidae.
Loài này thuộc chi Mangora. Mangora semiargentea được Eugène Simon miêu tả năm 1895.